# 북아메리카의 코로나19 범유행
다음은 북아메리카에서의 코로나19 범유행에 관한 설명이다.

## 확진자 발생 국가

### 도미니카 공화국
3월 1일, 도미니카 공화국에서 첫 확진자가 생겼다. 카리브 제도에서의 첫 확진자로, 2월 22일 이탈리아에서 온 62세로 밝혀졌으며, 2월 24일 감염되어 라몬 라라 군병원으로 이송되었다.

### 바하마
2020년 3월 15일, 첫 확진자가 나왔다.

### 앤티가 바부다
2020년 3월 13일, 첫 확진자가 나왔다.

### 코스타리카
2020년 3월 6일, 첫 확진자가 나왔다. 중앙아메리카에서의 첫 사례이다.

### 쿠바
2020년 3월 11일, 첫 확진자가 나왔다.

## 같이 보기
- 멕시코의 천연두 역사
- 코코리츨리 유행
- 1775~1782년 북아메리카의 천연두 유행
- 1793년 필라델피아 황열 유행
- 1837년 대평원 천연두 유행
- 1847년 북아메리카의 발진티푸스 유행
- 스페인 독감
- 1924년 로스앤젤레스의 폐페스트 유행
- 21세기의 볼거리 집단발병
- 2010년대 아이티 콜레라 발생
- 2013~2014년 치쿤구니야 유행
- 코로나19의 유람선 감염